# 合澤英旦
合澤英旦（あいざわ ひであき、1995年3月23日 - 、男性）は、日本の元ラグビー選手。
日本の岩手県釜石市出身。

## プロフィール
- 岩手県釜石市出身[1]。
- ポジションはスクラムハーフ(SH)。
- 身長 166cm、体重 90kg

## 略歴
2013年、釜石商工高校卒業後、釜石シーウェイブスに加入。
なお釜石商工高校時代は花園とは無縁であった。
2014年、第69回国民体育大会（愛称長崎がんばらんば国体）のラグビーフットボール競技成年の部に岩手県成年男子代表で選ばれた。
2015年、トップリーグ東芝ブレイブルーパスへ2週間国内留学した。
2017年、現役を引退し、バンド活動を行なっており、WANIMAのライブ活動にも積極的に参加している。。